# Dia Mundial dos Oceanos

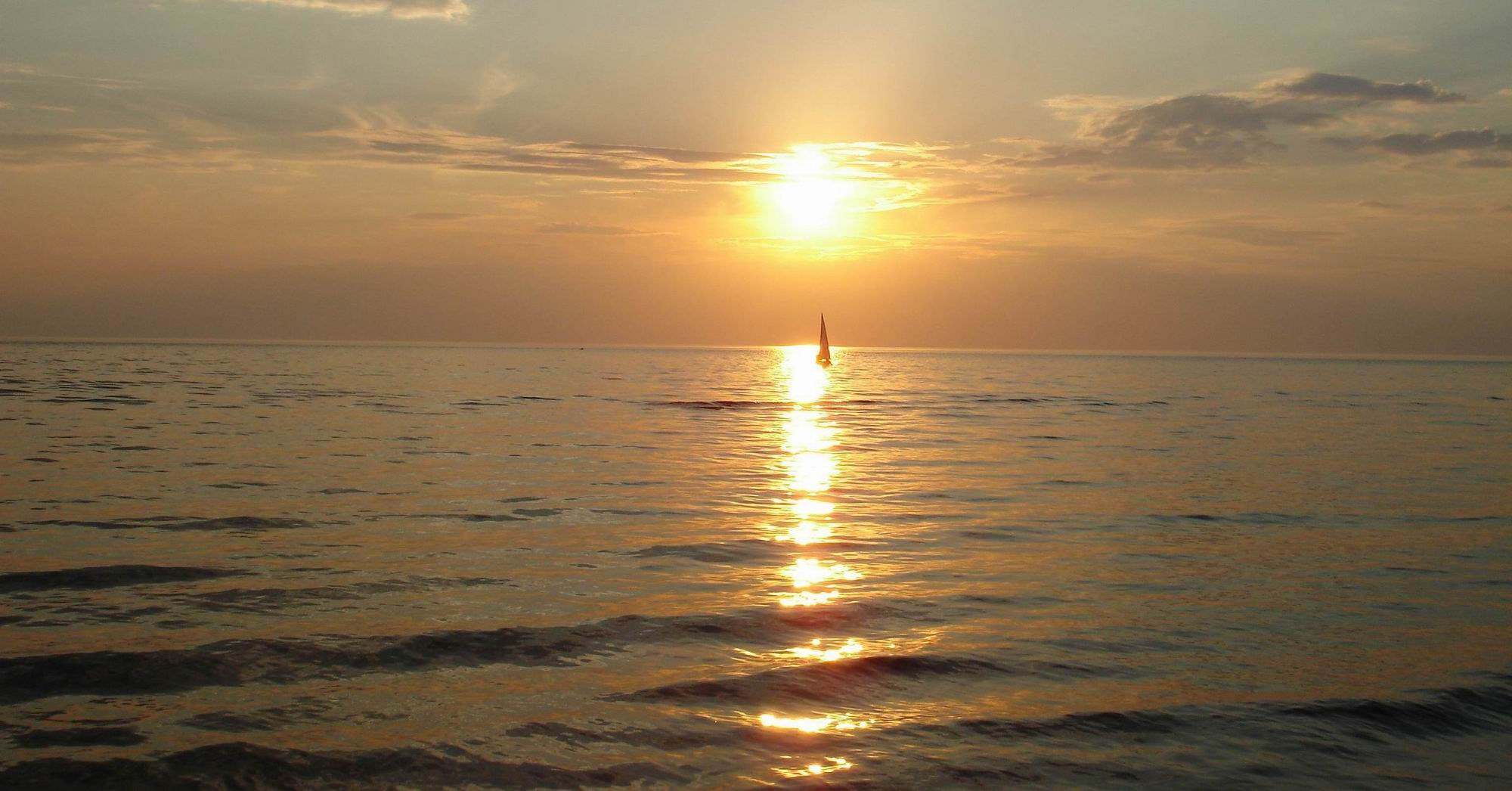
Pôr do sol no Mar Branco.

Dia Mundial dos Oceanos (ou em inglês: World Ocean Day) é um dia internacional que ocorre anualmente em 8 de junho. O conceito foi originalmente proposto em 1992 pelo International Centre for Ocean Development (ICOD) do Canadá e pelo Ocean Institute of Canada (OIC) na Cúpula da Terra – Conferência das Nações Unidas sobre Meio Ambiente e Desenvolvimento (UNCED) no Rio de Janeiro, Brasil. O Ocean Project iniciou a coordenação global do Dia Mundial dos Oceanos a partir de 2002. O "Dia Mundial dos Oceanos" foi oficialmente reconhecido pelas Nações Unidas em 2008. O dia internacional apoia a implementação dos Objetivos de Desenvolvimento Sustentável (ODS) em todo o mundo e promove o interesse público na proteção do oceano e da gestão sustentável dos seus recursos.